# 鸿茅镇
鸿茅镇是中华人民共和国内蒙古自治区乌兰察布市凉城县下辖的一个镇，是凉城县人民政府的驻地所在（原为岱海镇），也是内蒙古鸿茅国药股份有限公司的所在地。

## 历史
2005年以前称城关镇。2005年11月，乡镇机构改革，原来的城关镇、三苏木乡和厢黄地乡合并而成岱海镇。2009年4月29日，园子沟和兵坝营村以外的原三苏木乡其他6个村委会划归新成立的岱海旅游区办事处管辖。
2012年1月20日，内蒙古自治区人民政府批复同意从曹碾满族乡划出部分区域，设置厂汉营乡，辖脑包平、厂汉营、大圐圙、头号、十一号、保全庄、四号、二蛮沟、铁铺、王三顺、北水泉、省城窑、东厂汉营、中水泉、十七号、十九号、大洼17个村，乡人民政府驻厂汉营。
2017年，内蒙古自治区人民政府发布内政字〔2017〕105号文件，宣布厂汉营乡撤乡设镇成立鸿茅镇，而实际却是从岱海镇的部分区域划出，凉城县人民政府凉政发〔2017〕152号文件确认新设鸿茅镇，2017年8月9日正式成立鸿茅镇。2017年9月16日举行建镇揭牌仪式。对比2002年审图并在2004年由中国地图出版社出版的《内蒙古自治区地图册》和现今凉城县人大网中的行政区划图，厂汉营乡地域实际上被并入曹碾满族乡。

## 地理
鸿茅镇东邻岱海镇和岱海，南靠六苏木镇，西南接永兴镇，西为蛮汉镇，北部是卓资县的大榆树乡。鸿茅镇总面积368平方公里，共有13个村委会和10个社区，辖102个村民小组、56个居民小组，总户数36,766户，常住人口100,816人。“从岱海镇分出”的鸿茅镇面积数据和人口总户数却与2017年初凉城县政府公布的岱海镇数据完全相同。

## 行政区划
鸿茅镇下辖以下村级行政区划单位：
青林社区、光明社区、茉莉河社区、参合路社区、新华社区、庆阳社区、宣德社区、酒源社区、怡海社区、宁远社区、旧堂社区、和景社区、云锦社区、海城社区、三营社区、马坊滩村、鞍子山村、西厢村、弓沟沿村、杏树贝村、井沟村、九股泉村、小召村、圪臭沟村、白艮村和厢黄地村。
该行政区划为法理辖区，而实际鸿茅镇并非由厂汉营乡撤乡设镇，鸿茅镇实际管辖行政区不明。

## 争议
中国经济网和《内蒙古晨报》曾报道，有数百年历史的“鸿茅镇”恢复了古镇名，“《凉城县志》中记载”鸿茅古镇在清朝康熙乾隆时期位于厂汉营一带，一位山西医生途径此地，调制出能治风寒湿痹等多种病症又兼具补益养生作用的药酒，并以古镇命名药酒为“鸿茅药酒”。而1988年出版的《内蒙古自治区地名志：乌兰察布盟分册》中记载，清朝乾隆年间，山西省崞县和阳高县等地的人到此经商，定居开地，由两县县名中各取一字，命名为“崞阳庄”，并未提到该地有所谓“鸿茅古镇”的历史。1993年出版的《凉城县志》中，“大事记”、“建置沿革”、“乡村>>概况>>厂汉营乡”等编写侧重于地方史的章节段落同样没有提到“鸿茅古镇”，“食品、酿造工业”章节的鸿茅药酒段落也没有提到鸿茅药酒名称来源是“鸿茅古镇”。